# Légitime Violence (film, 1982)
Pour les articles homonymes, voir Légitime Violence.
Pour plus de détails, voir Fiche technique et Distribution.
Légitime Violence est un film français réalisé par Serge Leroy, sorti en 1982.

## Synopsis
Un homme cherchant désespérément à retrouver les tireurs fous qui ont causé la mort de sa famille se retrouve mêlé à un complot politique d'envergure nationale.

## Fiche technique
- Titre : Légitime Violence
- Réalisation : Serge Leroy
- Assistants réalisateurs : Alain Maline, Christine Raspillère et Régis Ribes
- Scénario : Patrick Laurent et Jean-Patrick Manchette, d'après une idée de Véra Belmont
- Adaptation : Pierre Fabre, Serge Leroy et Richard Morgiève
- Photographie : Ramón F. Suárez
- Montage : François Ceppi
- Musique : Jean-Marie Sénia
- Son : Bernard Aubouy (son) et Sophie Chiabaut
- Productrice : Véra Belmont
- Décors : Carlos Conti
- Directrice de production : Linda Gutenberg
- Pays d'origine :  France
- Format : Couleur (Eastmancolor — 35 mm — 1,66:1 — Son : Mono
- Genre : Action, policier et drame
- Durée : 95 minutes
- Date de sortie :
  - France : 1er septembre 1982
- Film tous publics lors de sa sortie en France

## Distribution
- Claude Brasseur : Martin Modot
- Véronique Genest : Lucie Kasler
- Thierry Lhermitte : Eddy Kasler
- Christophe Lambert : Jockey
- Jean-Marie Lemaire : Mata-Hari
- Roger Planchon : Philippe Miller
- Michel Aumont : L'inspecteur divisionnaire Brousse
- Plastic Bertrand : Lui-même
- Pierre Michaël : Robert Andréatti
- Francis Lemarque : Lucien Modot
- Christian Bouillette : L'inspecteur Paul Gouvion
- Mireille Delcroix : Christine Modot
- François Clavier : Le gay
- Francis Frappat : L'inspecteur Carducci
- Arlette Gilbert : Mme Modot
- Valérie Kaprisky : Nadine
- André Valardy : Varin
- Dominique Besnehard
- Michel Tugot-Doris : l'acquitté membre de l'association
- Dominique Valadié : la secrétaire de l'association
- Elodie Warnod
- Pierre Aknine
- Serge Bourrier
- Pierre Fabien
- Jacqueline Guénin
- Sonia Laroze
- Sophie Ladmiral
- Mado Maurin : la militante de l'association qui fait des photos
- Éric Métayer
- Jean-Pierre Moreux
- Joseph Niambi
- Claude Tessier
- Lucienne Troka
- Mimi Young : la jeune femme désignée par la gardienne d'immeuble